# Kraftwerk Halle-Dieselstraße
Das Kraftwerk Halle, Dieselstraße ist ein 1972 in Betrieb genommenes und 2004/2005 modernisiertes Heizkraftwerk in Halle, welches den gesamten Fernwärmebedarf von Halle decken kann. Das von der Energieversorgung Halle GmbH (EVH), einem Unternehmen der Stadtwerke Halle, betriebene Kraftwerk hat einen 174 Meter hohen Kamin; dieser ist das höchste Bauwerk in Halle. Die Modernisierung kostete 70 Mio. Euro. Das Kraftwerk ist ein Heizkraftwerk nach dem Prinzip der Kraft-Wärme-Kopplung. Es hat zwei baugleiche Blöcke mit je einer 29-MW-Gasturbine und einer 18-MW-Dampfturbine. Die Fernwärmeleistung beträgt 34 MW ohne und 80 MW mit Zusatzfeuerung. Die EVH gibt den elektrischen Wirkungsgrad mit 44 % und den Brennstoffnutzungsgrad mit 88 bis 89 % an.
Seit 2006 wird am Standort Dieselstraße auch ein Fernwärmespeicher zur Optimierung des täglichen Kraftwerkseinsatzes betrieben. Der Speicher ist 22 Metern hoch und hat den gleichen Durchmesser. Er verfügt über ein Volumen von 6.800 m³, was einer Wärmekapazität von etwa 280 MWh entspricht.
2017 begann der Bau eines weiteren, deutlich größeren Fernwärmespeichers mit einem Fassungsvermögen von 50.000 Kubikmetern. Dieser wurde am 20. September 2018 in Betrieb genommen. Zudem soll das Fernwärmenetz ausgebaut werden und zugleich das Kraftwerk modernisiert werden. Mit dem Wärmespeicher, der es ermöglicht, Strom- und Wärmeproduktion voneinander zu entkoppeln, ist es von nun an möglich, das Kraftwerk stromgeführt statt wärmegeführt zu betreiben. Damit kann es besser zum Ausgleich der schwankenden Produktion von regenerativen Erzeugern genutzt werden. So kann das Kraftwerk durch den Speicher vor allem dann betrieben werden, wenn es große Stromnachfrage gibt (und die Stromproduktion lohnenswert ist), muss aber nicht laufen, wenn bereits große Mengen Wind- oder Solarstrom produziert werden.